# Liste der Pfarren im Dekanat Steyrtal
Das Dekanat Steyrtal ist ein Dekanat der römisch-katholischen Diözese Linz mit Sitz in Sierning.

## Pfarren mit Kirchengebäuden und Kapellen
| Ort                    | Seelsorgeraum | Patrozinium            | Kirchengebäude und Kapellen | Bild                               |
| Aschach an der Steyr   | Steyr-West    | Hl. Martin             | Pfarrkirche Aschach an der Steyr | Pfarrkirche Aschach                |
| Frauenstein            | Molln         | Mariä Heimsuchung      | Wallfahrtskirche Frauenstein | Wallfahrtskfarrkirche Frauenstein  |
| Grünburg               | Molln         | Hl. Georg              | Pfarrkirche Grünburg | Pfarrkirche Grünburg               |
| Leonstein              | Molln         | Hl. Stephanus          | Pfarrkirche Leonstein | Pfarrkirche Leonstein              |
| Molln                  | Molln         | Hl. Laurentius         | Pfarrkirche Molln Filialkirche Innerbreitenau, Rosalienkapelle in Bodinggraben                                                                                               | Pfarrkirche Molln                  |
| Schiedlberg            | Steyr-West    | Mariä Verkündigung     | Pfarrkirche Schiedlberg Erberkapelle | Pfarrkirche Schiedlberg            |
| Sierning               | Steyr-West    | Hl. Stephanus          | Pfarrkirche Sierning Kapelle im ehemaligen Altenheim Hausleiten, Kapelle in Droißendorf, Kapelle in Matzelsdorf, Kapelle im Krankenhaus, Hauskapelle im Pflegeheim St. Josef | Pfarrkirche Sierning               |
| Sierninghofen-Neuzeug  | Steyr-West    | Hl. Berthold           | Pfarrkirche Sierninghofen-Neuzeug Maria-Lourdes-Kirche Neuzeug | Sierninghofen-Neuzeug              |
| Steinbach an der Steyr | Molln         | Hl. Bartholomäus       | Pfarrkirche Steinbach an der Steyr | Pfarrkirche Steinbach an der Steyr |
| Waldneukirchen         | Molln         | Hll. Petrus und Paulus | Pfarrkirche Waldneukirchen | Pfarrkirche Waldneukirchen         |

## Dekanat Steyrtal
Das Dekanat umfasst zehn Pfarren.

## Dechanten
- seit 2021 Alois Hofmann